# Charles Swini
Charles Swini (Blantyre, 28 febbraio 1985 – Lilongwe, 20 febbraio 2024) è stato un calciatore malawiano, di ruolo portiere.